# Chlorococcus sparsus
Chlorococcus sparsus är en insektsart som beskrevs av John Wyman Beardsley 1971. 
Chlorococcus sparsus ingår i släktet Chlorococcus och familjen ullsköldlöss. Inga underarter finns listade i Catalogue of Life.